# ひみつ道具
ひみつ道具（ひみつどうぐ）は、藤子・F・不二雄の漫画『ドラえもん』、『大長編ドラえもん』、および他者の『ドラえもん』派生作品に登場する、未来の道具を指す総称。

## 概要
作中では、未来の世界（22世紀のトーキョー）で生まれたロボット「ドラえもん」が四次元ポケットから取り出したりすることで登場する。
子守ロボットならではの道具が多く存在し、ほとんどは人間業を遥かに凌ぐ力を誇る。基本的には便利とされる物を中心とし、子供から大人まで射幸性を刺激する。
物を無限に収納できる四次元ポケットには、直径3 mmほどの人間プログラミングほくろから、巨大な風雲ドラえもん城まで、さまざまな大きさの物品をいろいろと収納している。そういった性格のポケットをドラえもんが装備しているため、作品全体を通して数多くのひみつ道具が登場する。
なお、中には大型機械や建造物、食品、薬物など「物をつくる際などで用いる器具」という本来の意味での「道具」とは言い難いものも多く存在するが、総称として「道具」と呼ばれる。

## 一覧

### 全ひみつ道具一覧
- あ-そ / た-わ

### ひみつ道具一覧（藤子・F・不二雄の著作物に登場するもの）
以下は藤子・F・不二雄の著作物に登場するひみつ道具の一覧である。

#### 個別の記事が存在するもの
- 悪魔のイジワール / 石ころぼうし
- 着せかえカメラ / 空気砲
- ショックガン / スモールライト
- タイムふろしき / タイムマシン / タケコプター / 通りぬけフープ / どこでもドア / とりよせバッグ
- ヒラリマント / ほんやくコンニャク
- ミニドラ / もしもボックス / 桃太郎印のきびだんご
- 四次元ポケット

#### 50音順
- あ行 - あ(あな) / い(いな) / う(うな) / え / お(おさ|おは)
- か行 - か(かた|かま) / き(きや) / く(くな) / け / こ
- さ行 - さ / し(しは) / す / せ / そ
- た行 - た(たか) / ち / つ / て / と(とさ)
- な行 - な / に / ぬ-の
- は行 - は(はな) / ひ / ふ / へ / ほ
- ま行 - ま / み / む / め-も
- や行 - や / ゆ / よ
- ら行 - ら-り / る-ろ
- わ行他 - わ、記号

### ひみつ道具一覧（派生作品に登場するもの）
以下は藤子・F・不二雄の著作物ではない、派生作品に登場するひみつ道具の一覧である。

#### テレビアニメ
- 第1作
- 第2作第1期
  - あ行 - あ-い / う-お
  - か行 - か-き / く-こ
  - さ行
  - た行
  - な行
  - は行
  - ま行
  - や〜わ行
- 第2作第2期

#### 映画
- 映画ドラえもんのひみつ道具

#### ザ・ドラえもんズ
- ザ・ドラえもんズのひみつ道具

#### その他
- ドラえもんの派生作品のひみつ道具 - 学習まんが、攻略マンガ、コンピュータゲーム、ミュージカルなど。

## 定義範囲
小学館や藤子・F・不二雄プロといった正当な著作権者が監修しているため、『ドラえもん』派生作品に登場するひみつ道具と、藤子の『ドラえもん』、『大長編ドラえもん』（VOL.1 - VOL.17）に登場するひみつ道具は、名目上は同列に扱われていることになる。
しかし後述のように『ドラえもん最新ひみつ道具大事典』では、藤子の『ドラえもん』、『大長編ドラえもん』（VOL.1 - VOL.17）に登場するひみつ道具と、映画ドラえもんのひみつ道具5つのみを収録して「決定版」と銘打っている。事実上、著作権者は「ひみつ道具」を藤子の『ドラえもん』『大長編ドラえもん』（VOL.1 - VOL.17）に登場するもののみに限っている状況となっている。

## 作中設定

### ドラえもんによる所持
方倉設定によると、ドラえもんの道具には、ドラえもんの製造時からポケットに既に組み込まれていた物もあるらしい。実際は未来のデパートからドラえもんが追加で購入してくることがしばしばある。ドラえもんの買う道具の中には高価な物もあるが、ほとんどは安物であり1回きりの使い捨てである。レンタルで済ますこともある。道具は100か月（すなわち8年4か月）ごとにドラえもんとセワシが定期検査を行い、故障している物は修理に出す。こうしたことから、いざ道具を使いたくても、目当ての道具が故障中、修理中、レンタル先へ返却済みといった理由で使えないことも多い。なお、作者はドラえもんのひみつ道具の3分の2くらいがレンタルであると発言している。
ひみつ道具の設計方法や材料等の詳細は不明確な部分が多いが、映画『ドラえもん のび太のひみつ道具博物館』によると、ひみつ道具の大半には「フルメタル」という希少金属が含まれているという。フルメタルを使ったひみつ道具の作成には免許が必要なうえ、そのフルメタルも資源不足に悩まされている（ただしフルメタルを含まない例外も存在する）。
使えなくなった物や使い道のない物、また危険な物などは「四次元くずかご」に捨てるか、穴を掘って埋める（埋めたひみつ道具は土に還るらしい）。また、店員のミスにより未来のデパートから道具が誤配送されることもあり、この場合は店員を呼び出して返品するが、返品前にのび太が使って騒動になることもしばしばある。

### 使用規則
ひみつ道具は個人的な用途以外に使用してはいけない規則となっている。たとえばひみつ道具を過去(ドラえもんからして)で１円でも儲けると大変な罰金が課せられる。ドラえもん達が光エネルギーを固形の物質(ドライライト)に変換する道具を用いて、ドライライトを作り販売して金儲けしようとしたことがあるが、なぜか罰金は科せられなかった。
別の回ではのび太が何でも屋を開き金儲けしようと企むがドラえもんが全力で阻止し罰金を避けた。

## 総称
作中では「ひみつ道具」と正式名称で呼ぶことは少なく、もっぱら「道具」「ドラえもんの道具」と呼ばれる。「すばらしい道具」と呼ぶこともあった。
1973年に放送されたテレビアニメ第1作では総称を「秘密兵器」としていた。ここでの「秘密兵器」という言葉は軍事兵器を指すものではなく、「困ったときの便利な物品」といった意味で用いている。
1979年にテレビアニメ第2作第1期の放送を始めるころ、小学館の雑誌や書籍にて「ひみつ道具」（「秘密道具」や「ひみつどうぐ」の表記揺れあり）という総称を用いるようになる。
なお、「映画ドラえもん のび太のひみつ道具博物館」に登場するひみつ道具博物館の壁面には“SECRET GADGET MUSEUM”とある。

## 事典の出版
小学館はひみつ道具の事典を出版している。ひみつ道具の1つずつに絵と簡単な説明文を付ける、といった形式で編纂している。
まず『ドラえもん全百科（ドラえもんオールひゃっか）』（1979年7月発行）に400のひみつ道具を収録し、『続ドラえもん全百科（ぞくドラえもんオールひゃっか）』（1979年12月発行）に100、『新ドラえもん全百科（しんドラえもんオールひゃっか）』（1980年7月発行）に70、『ドラえもんのひみつ道具クイズ』（1981年8月発行）に100のひみつ道具をそれぞれ収録している。ただし『ドラえもんのひみつ道具クイズ』収録分100には、『ドラえもん のび太の宇宙開拓史』に登場する映画ドラえもんのひみつ道具を1含んでいる。それぞれの書籍における事典部分の内容は互いに重複しない。
それぞれの巻末には、その書籍の索引のほか、既刊の事典の索引が設けられていることがある。『ドラえもんのひみつ道具クイズ』の索引では『ドラえもん全百科』を「ド」、『続ドラえもん全百科』を「続」、『新ドラえもん全百科』を「新」とする省略記号を用いている。『続ドラえもん全百科』には本書の索引に加えて「ド」のひみつ道具一覧、『新ドラえもん全百科』には本書の索引に加えて「続」の索引と「ド」のひみつ道具一覧、『ドラえもんのひみつ道具クイズ』には本書の索引に加えて「ド」と「続」と「新」の合同索引を収録している。
上記4冊の事典の内容を再構成したものが『ドラえもんひみつ大事典』（1985年5月発行）。たとえば「ミュータント製造機」の「人間製造機」への修正、「かげ人間」の「かげ切りバサミ」への修正といった、事典として適切な名称への修正を20以上実行している。ただし既刊に収録していた30以上のひみつ道具が収録されていないため、既刊の内容をこの1冊で総覧できるわけではない。
そして『最新ドラえもんのひみつ道具カタログ 上』（1988年1月発行）に196、『最新ドラえもんのひみつ道具カタログ 下』（1988年1月発行）に200、『大長編映画ドラえもんクイズ全百科（だいちょうへんドラえもんクイズオールひゃっか）』（1993年3月発行）に80のひみつ道具を収録している。ただし『大長編映画ドラえもんクイズ全百科』収録分80のうちには、既収録のひみつ道具を新規イラストにしただけのものを5、『ドラえもん のび太のパラレル西遊記』に登場する映画ドラえもんのひみつ道具を4含んでいる。
以上の事典すべてをまとめたものが『ドラえもんひみつ道具完全大事典』（1994年12月発行）。収録数は1301だが、ネット書店で用いる書籍内容紹介では収録数を1300としている。この書籍には索引がなく、改訂・改題書である『最新版ドラえもんひみつ道具大事典』（2004年1月発行）にて索引が付く。おねしょじゃ口を追加し、収録数が1302になる。ただし「自動コジ機」は『ドラえもんひみつ大事典』までにしか掲載されておらず、「サウンドバカチョン」の「サウンドカメラ」への改名も行っている。
その書籍を大幅加筆修正したものが『ドラえもん最新ひみつ道具大事典』（2008年9月発行）。「ひみつ道具の本 決定版」と銘打っている。既存の事典にひみつ道具を197追加して総数約1600になったと発表している。これにより、藤子の『ドラえもん』、および『大長編ドラえもん』（VOL.1 -VOL.17）に登場するあらゆるひみつ道具のうち大多数を網羅した。藤子の漫画に登場しない、映画ドラえもんのひみつ道具を5含んでいるが、それは削除されていない。
後述の事典も含めて、ひみつ道具の内部透視図および説明文は基本的に藤子の『ドラえもん』、および『大長編ドラえもん』（VOL.1 -VOL.17）における設定や描写を基準としている。しかし藤子が執筆した作品と事典における説明との間に矛盾が生じているケースや、事典ごとに設定が統一されていないケースが存在する。前者の例として小学館の『ドラえもんのひみつ道具使い方事典 2』における「ケロンパス」の説明では「使い捨てであり、一度使用したものを他者に貼ると疲れが逆流してしまう」とされているが、藤子が執筆した同名のエピソードでは、ドラえもんが一枚のケロンパスを何度も使用して多くの人々の疲れを取り続けているが、疲れが逆流する描写はない。後者の例として中央公論社の『〈スーパー・メカノ=サイエンス〉ドラえもん道具カタログ（2112年版）』における「もしもボックス」の説明では「無数に存在するIF世界（パラレルワールド）から使用者の望み通りの世界を探し出し、そこへ移動する道具」とされているが、小学館の『ドラえもんのひみつ道具使い方事典 1』における「もしもボックス」の説明では「使用者の望みを反映させたパラレルワールドを作り出す道具」とされており、パラレルワールドの理論が統一されていない。

### その他の事典
藤子が『ドラえもん』の連載を始めて間もないころ、『小学三年生』1973年4月号掲載の「ドラえもんのひみつ」という記事にて、ヘリトンボなど18個の「ドラえもんのひみつどうぐ」を紹介している。当時はまだ名称の存在しなかったひみつ道具にちぢみライト、まほうぼう遠きょうと名付けるなど、意欲的な試みもこのころから行っている。
一般書籍としては、てんとう虫コミックス『ドラえもん』6巻に収録した「ドラえもん百科 すばらしい道具のいろいろ」が初。これが事典の出版へ繋がっていくことになる。
あるとき、小学館でなく中央公論社が『〈スーパー・メカノ=サイエンス〉ドラえもん道具カタログ（2112年版）』を出版している。この書籍では、藤子の漫画では名称が不明だったり、あいまいだったりするひみつ道具について、藤子が名称の監修を加えている。藤子の意志を最も尊重した道具名を知りたいときにはこの書籍が有用である。
たとえば、藤子の漫画では「立体映画」「室内旅行機」「実景プラネタリウム」とさまざまな名称で呼ぶ同型のひみつ道具について、この書籍では藤子の監修のもと「実景プラネタリウム」に統一している。一方、小学館の道具事典では藤子の監修のもと「室内旅行機」としている。
『〈スーパー・メカノ=サイエンス〉ドラえもん道具カタログ（2112年版）』で描かれたひみつ道具の内部透視図は、小学館の『ドラえもんのひみつ道具使い方事典 1』、『ドラえもんのひみつ道具使い方事典 2』、『ドラえもんのひみつ道具使い方事典 3』で転用している。ちなみに『ドラえもんのひみつ道具使い方事典』シリーズは、ひみつ道具の原理や使用方法を漫画形式で紹介する書籍である。

## ドラえもんの派生作品
『ドラえもん』派生作品のなかでも初期の作品では、藤子の漫画『ドラえもん』に登場するひみつ道具のストックが足りなかったのか、独自のひみつ道具が多数登場する。その中には、藤子の漫画『ドラえもん』に登場するひみつ道具に置き換えられそうなものもいくつか存在する。
たとえば「ドラえもん・ふしぎシリーズ」の各作品では、多くの『ドラえもん』派生作品であれば「どこでもドア」を使う傾向のある場面で「しゅんかん移動マシン」を使ったり、過去の様子を見るために「タイムテレビ」ではなく「ムカシテレビ」を使ったりしている。

### 再登場傾向
『ドラえもん』派生作品のみに登場するひみつ道具は、一度登場したらそれっきりで、再登場はしない傾向にある。ただしテレビアニメについては、登場させるひみつ道具の設定資料が作成されるためか、複数回登場するものもある。
テレビアニメ第2作第1期では、各エピソードの作画設定資料にひみつ道具の設定が必ず描かれているという。そういった基盤があるためか、テレビアニメ第2作第1期では「猛獣ペット化手ぶくろ」、「復元ライト」、「カニツメッター」「ミスター・ムードアップ」というひみつ道具が2回ずつ登場する。また、藤子の漫画では無名で、のちに百科本で「瞬間移動潜水艦」という名称を与えられたひみつ道具は、「ジャンピング潜水艦」という名称で登場して以降はその名称が定着したのか、その名称で何度も登場した。テレビアニメ第2作第2期では名称が「瞬間移動潜水艦」に戻っている。
テレビアニメ第2作第2期では、「味のもとのもと」が商標使用の関係か「いっぱい食べる子元気な粉」に名称を変更して登場し、その後少々名称が異なるが「なんでも食べる子元気な粉」という名称で再登場、そののちに「いっぱい食べる子元気な粉」へと表記が戻り、さらにその後「スーパーグルメスパイス」へと改名された。
『ドラえもん』派生作品では、同一のテレビアニメシリーズ内での例（先述）を除いて、異なる作品同士での情報共有は行われていない可能性がある。たとえば原作に登場する「能力カセット」は、カセットテープが時代にそぐわないと判断されたためか、テレビアニメ第2作第2期「のび太もたまには考える」（2009年11月20日放送）という作品では「能力ディスク」として名称や形を変更して登場させた。ところが同時期に発表された別の漫画作品『ドラえもん』「エコでカガクな大そうじ」（2009年12月19日発表）（いそほゆうすけ作画）では原作の「能力カセット」をそのまま登場させている。

### アニメ
テレビアニメでは、藤子の漫画をアニメ化する際、無名の道具への命名や、すでに名称のある道具の改名を行うことがある。
藤子の漫画をアニメ化する際、藤子の漫画の作中に名称が登場しないひみつ道具に対し、テレビアニメで名称を発表することがある。ただし小学館の道具事典では、どこでもきっぷを除いて一切採用していない。
- 例
  - 悪魔ット、インスタントテレビ局、オートマチックスクリュー、おしおき銃、カメスイマー、季節の音スピーカー、グローブ銃、小型ますい銃、スーパーマント、タッチカメラ、たましいいぶりだし機、なんでもカッター、バッジカメラ、ふきとばし・せん風機、マッチ棒型ライト、ロケットソケット、矢印探知機、ゆめとりロープ、ゆめめがね、四次元かばん、ワープ消しゴム

藤子の漫画をアニメ化する際、商標にかかわるものなどの理由で、名称を変えることがある。
- 正式名称の変更を理由とする例
  - チアガール手ぶくろ ⇒ チアリーダー手袋（テレビアニメ第2作第2期） ⇒ チアガール手袋（映画『ドラえもん のび太と奇跡の島』）
  - 流行性ネコシャクシビールス ⇒ 流行性ネコシャクシウィルス（テレビアニメ第2作第1期、第2作第2期）
- 登録商標を理由とする例
  - 味のもとのもと ⇒ モトノアジ（テレビアニメ第2作第1期） ⇒ いっぱい食べる子元気な粉（テレビアニメ第2作第2期「恋するジャイアン（後編）」） ⇒ なんでも食べる子元気な粉（テレビアニメ第2作第2期「宇宙ひみつ道具クイズ 〜第1回〜」） ⇒ いっぱい食べる子元気な粉（テレビアニメ第2作第2期「恐怖のジャイ子カレー」） ⇒ スーパーグルメスパイス
- 原子力、放射線といった語句の自主規制
  - 進化退化放射線源 ⇒ 進化・退化光線銃（映画）、進化退化ビーム（テレビアニメ第2作第2期）

テレビアニメ第2作第2期において、上記と同様の理由で、ひみつ道具の形そのものを変更することもある。ただし「能力カセット」と「ハジメテン」は後のリメイク版で、アニメ独自に変えることなくそのまま登場させている、
- 現代にそぐわない物をモチーフとすることによる例
  - 能力カセット ⇒ 能力ディスク
- 実際に人体に使用すると危険な器具の描写を避けた例
  - ペタンコアイロン ⇒ ペタンコローラー
- 錠剤の使用に関する自主規制
  - ハジメテン ⇒ はじめてポン[40]

テレビアニメ第2作第1期において、リメイクする際にひみつ道具の名称、機能、外見を変更することもあった。
- 名称のみ変更した例
  - エスパーぼうし ⇒ エスパーキャップ
- 名称と機能を変更した例
  - お年玉ぶくろ ⇒ おたのしみお年玉ぶくろ
- 名称と外見、および機能を変更した例
  - 大人をしかる腕章 ⇒ 大人をしかるIDカード

原作があまりページ数のない作品の場合、アニメでは尺を伸ばすため独自展開を付加する。これにより、話のオチを作るために、道具の弱点を書き足すことがある。
- ひみつ道具を無効化するひみつ道具を登場させる例
  - ポケット信号機を無効化するひみつ道具として、緊急車両になりきることのできるヘルメットを登場させる（テレビアニメ第2作第1期）
- ひみつ道具の効果持続時間を設定する
  - 完全しゅうせいきの効果持続時間を1日以内とする（テレビアニメ第2作第1期）

### コンピュータゲーム
ドラえもんのコンピュータゲームに登場するひみつ道具は、基本的に藤子の漫画『ドラえもん』に登場するものとなっている。
ゲームの都合上、作中では藤子の漫画『ドラえもん』に登場するものとは使用効果が異なる場合がある。違いが顕著なのは快速シューズで、本来は海底で快適に歩行できるように重しとスプリングを内蔵した靴であって、陸上で使用すると重くて走ることはできないのだが、『ドラえもん -迷宮大作戦-』と『ドラえもん2 のび太と光の神殿』では陸上での移動速度を上げるアイテムとして登場する。
効果持続時間が短くなっているものもある。たとえばタンマ・ウォッチの時間停止効果は藤子の漫画『ドラえもん』では無制限だが、コンピュータゲームでは効果持続時間が短時間になっている。これは無制限の時間停止が可能になるとゲームバランスが崩れるため。テレビアニメ第2作第2期「ようこそ、世界の中心へ（後編）」（2009年5月8日放送）でも、長い間止めることはできないとしている。
藤子の漫画『ドラえもん』にないひみつ道具を登場させることもある。コンピュータゲーム独自のひみつ道具を登場させる例がいくつかあるほか、『ドラえもん のび太と緑の巨人伝DS』ではテレビアニメ第2作第1期のひみつ道具（スーパーシューズ、保安カンバッジ）を登場させている。

## 存在しないもの
のび太がドラえもんに「――する機械を出して」などとひみつ道具をねだるとき、ドラえもんが「そんなものない」「むちゃいうな」というような返答をすることがある。また、のび太がねだることを予想したドラえもんが先手を打ち、「いっとくけど――する道具なんてないよ」というようなことを言うことがある。この例でドラえもんが断ったひみつ道具は本当に持っていないのかもしれないが、ドラえもんが所持していることを隠しながら断ることもある。
一方、ドラえもんが所持していないそぶりを見せた道具が、『ドラえもん』派生作品で登場してしまうことがある。
以下にその一覧を示す。
- 「空中に土地をつくる機械」[43]に相当するひみつ道具
  - 「空中ガーデン」[44]
- 「クイズ解答機」[45]に相当するひみつ道具
  - 「なぞトキ」[46]
- 「リニアモーターカーのえんとつ」[47]に相当するひみつ道具
  - SLえんとつのように頭に載せて使用するリニアモーターカー[48]
- 「世界の珍虫昆虫らくらくつかまえ機」[49]に相当するひみつ道具
  - 「本物かんさつケース」[50]
- 「冷たくなくて、広くてすいてて、絶対おぼれないプール」[51]に相当するひみつ道具
  - 「ウキウキプール」[52]
- 「空飛ぶじゅうたん」[53]に相当するひみつ道具
  - 「空飛ぶジュータン」[54]
- 「どんな下手くそでもサーフィンにすぐ乗れ機」[55]に相当するひみつ道具
  - 「おてがるサーフボード」[56]
- 「どんな下手くそでもすぐ泳げる機」[55]に相当するひみつ道具
  - 「スイスイわら」[57]
- 「まんが取り返しマシン」[58]に相当するひみつ道具
  - 「おかえしじしゃく」[59]

## 総数
藤子は1980年代に「600 こちら情報部」に出演した際、ファンの子供からドラえもんのひみつ道具の数を訊ねられて、とっさにドラえもんの身長や体重などである数字129.3から「1293個」と答えたという逸話がある。
『ドラえもん』の学術的研究を目的とする「ドラえもん学」の提唱者である、富山大学名誉教授の横山泰行は、藤子の執筆した『ドラえもん』全作品を調査した結果、2004年5月時点で1963個、2009年11月時点で1682個だとしている。
テレビ番組『7スタBratch!』「川崎市 藤子・F・不二雄ミュージアム特集」（2011年9月7日放送）では「まんがに登場するひみつ道具の総数は合計2143点」と述べている。しかしこの数値は横山泰行が「掲載雑誌別に見た秘密道具数」の単純合計として2006年4月25日に発表していた数値に一致し、あくまで道具の重複をまったく考慮していない数値であって総数ではない。
またテレビアニメで出したひみつ道具の総数は、2006年1月31日放送の『Matthew's Best Hit TV+』にて、アニメオリジナル分も含めて約2100個に及ぶと発表している。その後、テレビアニメ第2作第2期『ドラえもん』枠のミニコーナー「ドラビア・クイズ」第4弾（2006年10月27日放送）にて、「これまでテレビに登場したひみつ道具の数」を2332個だと発表した。

## その他
一番長い名称のひみつ道具は「驚音波発振式ネズミ・ゴキブリ・南京虫・家ダニ・白アリ退治機（きょうおんぱはっしんしきネズミゴキブリなんきんむしいえだにしろアリたいじき）」で、かな表記にすると39字になる。
2番目に長い名称のひみつ道具は「磁石式四次元通過方式採用瞬間移動ベルト（じしゃくしきよじげんつうかほうしきさいようしゅんかんいどうベルト）」で、かな表記32字となる。
同じ藤子作品の漫画『てぶくろてっちゃん』で主人公.てっちゃん（てつお）が不思議な手袋で作った道具に本作のひみつ道具に類似したものが多く登場しており、道具にまつわる藤子Fの漫画の先駆けとも同作のこれらの道具が『ドラえもん』の道具のヒントになったとも言われている。藤子・F・不二雄ミュージアムでも同作をF作品の原点として捉え、『ドラえもん』と並べて比較できるように紹介している。
現実世界の2010年代時点で、『ドラえもん』のひみつ道具と同等・類似の技術が一部実現されているものや、近い将来に実現されると予測されているものがある。
富士ゼロックス（現:富士フイルムビジネスイノベーション）では2014年から2015年にかけて、中堅企業や中小企業の技術を結集して「ドラえもんのひみつ道具を」実現化する『四次元ポケットPROJECT』を立ち上げ、「セルフ将棋」、「望遠メガフォン」、「室内旅行機」（実景プラネタリウム）の3つが製作された。
2017年には、ソースネクストが開発したポケトーク（ほんやくコンニャクを現実世界で実現したもの）が製品化・発売され、2019年にはドラえもんをモチーフとしたポケトークが、2020年にはほんやくコンニャクをモチーフとしたポケトーク用のケースがそれぞれ発売された。